# Remigio di Rouen
Remigio, o Remedio (... – 772 o 787), è stato un vescovo franco terzo arcivescovo di Rouen tra il 753 ed il 772.

## Biografia
Era il figlio del Maggiordomo di palazzo di Austrasia ed in seguito maggiordomo di palazzo di tutti i regni dei Franchi, Carlo Martello (che era figlio di Pipino di Herstal o Pipino II maggiordomo di palazzo di tutti i regni dei Franchi e di Alpaïde di Bruyères, (ca. 650-† 717), di cui non si conoscono gli ascendenti, ma l'Ex Chronico Sigeberti monachi ci informa che era sorella di un certo Dodone, domestico di Pipino II, che martirizzò il vescovo di Liegi, San Lamberto) e di una amante di cui non si conoscono né il nome né gli ascendenti.
Così come al fratello Geronimo ed ai fratellastri, Bernardo e Grifone, gli venne negata qualunque pretesa sull'eredità paterna, che spettò ai soli figli di primo letto, Carlomanno e Pipino.
Verso il 750 Remigio fu incaricato dal fratellastro, il maggiordomo di palazzo e futuro re di tutti i regni dei Franchi, Pipino, di recarsi a Saint-Benoît-sur-Loire, nei pressi di Orléans, per richiedere all'abate dell'Abbazia di Fleury la restituzione delle ossa di san Benedetto all'Abbazia di Montecassino, per espresso desiderio dell'altro fratellastro, Carlomanno, monaco a Cassino, e della Santa Sede
Egli divenne arcivescovo di Rouen, nel 753, durante il regno del fratellastro Pipino il Breve.
Remigio di Rouen accompagnò inoltre Pipino in Italia, nel 760, assieme al fratello Geronimo e al fratellastro, Bernardo, per mediare tra Papa Paolo I e il re dei Longobardi, Desiderio.
Remigio, secondo gli Annales Mosellani, morì nel 787 mentre secondo l'elenco dei vescovi di Rouen, morì nel 772.

## Culto
Remiglio è anche conosciuto come San Remigio; la sua memoria ricorre il 19 gennaio. Egli fu una figura chiave nell'introduzione del rito e dei canti romani in sostituzione del rito gallicano (il canto della salmodia fu modulato secondo l'uso romano).

## Ascendenza
|                     |   |              | Genitori         |  |  | Nonni |  |  | Bisnonni |  |  | Trisnonni       |  |
|                     |   |              |                  |  |  |       |  |  | Ansegiso |  |  | Arnolfo di Metz |  |
|                     |   |              |                  |  |  |       |  |  | Ansegiso |  |  | Arnolfo di Metz |  |
|                     |   | Doda di Metz |                  |  |  |       |  |  | Ansegiso |  |  |                 |  |
| Pipino di Herstal   |   |              |                  |  |  |       |  |  | Ansegiso |  |  |                 |  |
|                     |   | Begga        | Pipino di Landen |  |  |       |  |  |          |  |  |                 |  |
|                     |   | Begga        | Pipino di Landen |  |  |       |  |  |          |  |  |                 |  |
|                     |   | Begga        | Itta di Nivelles |  |  |       |  |  |          |  |  |                 |  |
| Carlo Martello      |   | Begga        |                  |  |  |       |  |  |          |  |  |                 |  |
|                     |   | ?            | …                |  |  |       |  |  |          |  |  |                 |  |
|                     |   | ?            | …                |  |  |       |  |  |          |  |  |                 |  |
|                     |   | ?            | …                |  |  |       |  |  |          |  |  |                 |  |
| Alpaïde di Bruyères |   | ?            |                  |  |  |       |  |  |          |  |  |                 |  |
|                     |   | ?            | …                |  |  |       |  |  |          |  |  |                 |  |
|                     |   | ?            | …                |  |  |       |  |  |          |  |  |                 |  |
|                     |   | ?            | …                |  |  |       |  |  |          |  |  |                 |  |
| Remigio di Rouen    |   | ?            |                  |  |  |       |  |  |          |  |  |                 |  |
|                     | … | …            |                  |  |  |       |  |  |          |  |  |                 |  |
|                     | … | …            |                  |  |  |       |  |  |          |  |  |                 |  |
|                     | … | …            |                  |  |  |       |  |  |          |  |  |                 |  |
| …                   | … |              |                  |  |  |       |  |  |          |  |  |                 |  |
|                     |   | …            | …                |  |  |       |  |  |          |  |  |                 |  |
|                     |   | …            | …                |  |  |       |  |  |          |  |  |                 |  |
|                     |   | …            | …                |  |  |       |  |  |          |  |  |                 |  |
| ?                   |   | …            |                  |  |  |       |  |  |          |  |  |                 |  |
|                     |   | …            | …                |  |  |       |  |  |          |  |  |                 |  |
|                     |   | …            | …                |  |  |       |  |  |          |  |  |                 |  |
|                     |   | …            | …                |  |  |       |  |  |          |  |  |                 |  |
| …                   |   | …            |                  |  |  |       |  |  |          |  |  |                 |  |
|                     |   | …            | …                |  |  |       |  |  |          |  |  |                 |  |
|                     |   | …            | …                |  |  |       |  |  |          |  |  |                 |  |
|                     |   | …            | …                |  |  |       |  |  |          |  |  |                 |  |
|                     |   | …            |                  |  |  |       |  |  |          |  |  |                 |  |

### Fonti primarie
- (LA)  Fredegario, FREDEGARII SCHOLASTICI CHRONICUM CUM SUIS CONTINUATORIBUS, SIVE APPENDIX AD SANCTI GREGORII EPISCOPI TURONENSIS HISTORIAM FRANCORUM.
- (LA)  Annales Marbacenses.
- (LA)  Monumenta Germanica Historica, tomus primus.
- (LA)  Monumenta Germanica Historica, tomus XVI.
- (LA)  Rerum Gallicarum et Francicarum Scriptores, tomus tertius.

### Letteratura storiografica
- Christian Pfister, La Gallia sotto i Franchi merovingi. Vicende storiche, in Storia del mondo medievale - Vol. I, Cambridge, Cambridge University Press, 1978,  pp. 688-711.